# Henri Menjou
Henri Menjou va ser un ciclista francès, que va prendre part en els Jocs Intercalats de 1906.
Va guanyar una medalla de bronze a la prova en contrarellotge, per darrere de l'italià Francesco Verri i el britànic Herbert Crowther.